# مايك هووك
مايك هووك (بالإنجليزية: Mike Hook)‏ هو لاعب اتحاد الرغبي بريطاني، ولد في 14 ديسمبر 1982 في Port Talbot ‏ في المملكة المتحدة.